# Relacions entre Espanya i el Kazakhstan
Les relacions diplomàtiques entre Espanya i el Kazakhstan han tingut lloc en els últims temps i han sigut amistoses. Aquestes relacions positives han suposat la creació de filials de les empreses espanyoles al territori kazakh, la presència de la Creu roja espanyola en algunes ciutats kazakhs i el proveïment kazakh de xiquets per a adopció a Espanya.

## Relacions diplomàtiques
El 1992 començaren les relacions diplomàtiques amb la visita del rei Joan Carles I d'Espanya al president Nursultan Abixulí Nazarbàiev. Aquestes dues persones polítiques tenen unes relacions cordials. El fet convertí a Espanya un dels primers països d'Europa que va reconèixer al Kazakhstan com a país.
El 1999 s'obrí una ambaixada de cada país en la capital de cadascun dels dos països. Açò posà en relació de proximitat al Kazakhstan amb Espanya respecte Uzbekistan.
Les relacions d'Espanya amb el Kazakhstan estan marcades per un interès en les matèries primers del segon.
El 2004 Nazarbàiev anà a la boda real.
El gener de 2006 el ministre espanyol d'afers exteriors fou el "més alt representant d'un govern de la Unió Europea en la cerimònia d'investidura de Nazarbàiev […] per la seua tercera reelecció". Aquest gest suposà el permís del govern kazakh per a l'empresa Repsol per a tindre un millor accés a la mar Càspia.
Quan Espanya presidí l'OSCE el 2007 va promoure que el Kazakhstan fóra candidata el 2010.
Durant els governs de José María Aznar López i José Luis Rodríguez Zapatero la política exterior fou constant amb Àsia, sense ser el Kazakhstan una excepció.
El 2009 signaren un Acord d'Associació Estratègica que afecta a tots els àmbits (des de l'econòmic fins al científic i l'humanitari).
Fins al 2011 els dos països han signat nou acords bilaterals, sent privilegiat el Kazakhstan perquè el govern espanyol en signa amb pocs països.
El 2012 Espanya tractà de fer que el Kazakhstan formara part del Consell de Drets Humans de l'ONU.
La celebració de l'Exposició Universal del 2017 tingué lloc a Astanà (Kazakhstan) en part perquè l'Estat Espanyol donà suport de manera directa i utilitzant la seua influència sobre països llatinoamericans.

## Relacions econòmiques
El desembre 2011 l'empresa espanyola Talgo obrí una fàbrica de vagons a la capital del Kazakhstan. Aquesta empresa espanyola és la que té les més importants relacions amb l'altre país.
El 2012 hi hagué un 68% més d'exportacions d'Espanya al Kazakhstan respecte el 2011. El 2013 el valor de les exportacions Espanya-Kazakhstan supera qualsevol xifra anterior: 209 milions d'euros. La balança comercial del 2012 s'inclina a favor del Kazakhstan amb 808,5 milions d'euros contra els 150,3 milions d'euros.
El setembre de 2013 l'aleshores President del Govern d'Espanya Mariano Rajoy visità l'altre país. D'aquest visita destaca l'empresa espanyola Talgo, amb relacions comercials amb el Kazakhstan des de finals de la dècada del 1990.